# Korskrog
Korskrog är en småort i Lönsås socken i sydöstra delen av Motala kommun i Östergötlands län. Korskrog ligger cirka 13 km öster om Motala, mellan tätorterna Borensberg och Fornåsa.